# Dino Bennamias
Dino Bennamias est un résistant français né le 22 mars 1923 et mort le 22 janvier 2001 à Saint-Germain-en-Laye.

## Biographie
Dino Bennamias quitte en 1942 l'unité scoute où il était chef de troupe afin de rejoindre la Résistance en Haute-Savoie. En 1943, ce sont soixante-deux volontaires venant de toutes les régions de France qui se sont engagés à ses côtés au « maquis des Confins » près de La Clusaz en Haute-Savoie. Ils effectuent notamment, depuis le plateau des Glières, des transports d'armes vers d'autres maquis.
Le 20 août 1943, le détachement est attaqué par des chasseurs alpins italiens et, après un combat disproportionné en moyens, deux maquisards sont tués, six sont blessés et vingt-deux sont faits prisonniers. Ils sont détenus à la prison Galbert à Annecy, puis à celle de Chambéry et enfin à la prison de Grenoble. Plusieurs d'entre eux sont torturés afin qu'ils dénoncent Dino Bennamias, le chef du maquis des Confins. Certains ne parlent pas, une partie de ceux qui ont été torturés sont emmenés en Italie à Turin, à Fossano puis ramenés en France à Breil-sur-Roya dans les Alpes-Maritimes, pour y être jugés par un tribunal militaire italien. Ils sont libérés le 9 septembre 1943 du fait de la capitulation de l'Italie.
Dino Bennamias s’intègre à deux réseaux, « Défense de la France » et « Libération-Vengeance ». En 1944, il est arrêté par la Gestapo et interné à Fresnes puis à Compiègne avant d’être déporté en camp de concentration. Il passe successivement par Auschwitz, Buchenwald et Dachau.
Libéré en 1945 par les Américains, Bennamias est rapatrié pour raisons sanitaires et hospitalisé au sanatorium des étudiants de France jusqu'en 1946. Il a alors 23 ans.

## Décorations
Dino Bennamias est chevalier de la Légion d’honneur à titre militaire[Quand ?], médaillé de la Résistance et croix de guerre 1939 avec palmes.